# كنيس بيت إيل (صفاقس)
كنيس بيت إيل (بالفرنسية: Synagogue Beth-El)‏ هو كنيس يهودي تونسي، يقع في مدينة صفاقس في تونس.

## التاريخ
يقع الكنيس في شارع الجزائر في قلب مدينة صفاقس، وهو أحدث كنيس شيد في تونس. تم افتتاحه في 6 يونيو 1955، ويعد من بين أكبر الكنس اليهودية في البلاد.

## مقالات ذات صلة
- يهود تونس

## بيبليوغرافيا
- كلود خياط (2006). La synagogue de Sfax [كنيس صفاقس] (بفرنسية). باريس: Punctum. ISBN:9782351160138.{{استشهاد بكتاب}}:  صيانة الاستشهاد: لغة غير مدعومة (link)